# Michael Skubl
Michael Skubl, född 27 september 1877 i Bleiburg, var en österrikisk polisman och politiker. Han var Wiens polischef 1934–1938 och ordförande för Interpol 1935–1938. Efter Anschluss, Tysklands annektering av Österrike i mars 1938, ersattes Skubl med Otto Steinhäusl. Efter andra världskriget inkallades Skubl som vittne vid Nürnbergprocessen; han vittnade till försvar för Arthur Seyss-Inquart, som hade varit Österrikes förbundskansler i samband med Anschluss, 11–13 mars 1938.